# The dolphins
The dolphins is een single van Fred Neil. Het is afkomstig van zijn derde album Fred Neil getiteld, later uitgebracht onder Everybody's talkin. Neil bezocht in 1966 het Miami Seaquarium, alwaar hij voor de dolfijnen viel. Een van die dolfijnen was Kathy, die als een van de dolfijnen in de serie Flipper te zien was. Hij zou de jaren daarna zich blijven inzetten voor deze zoogdieren. In het najaar van 1966 dook Neil de geluidsstudio in voor zijn album.
Het lied kent nogal wat covers. Kenny Rankin, Al Wilson, Linda Ronstadt, Harry Belafonte, It's a Beautiful Day, Richie Havens en ook The Black Crowes wagen zich aan een eigen versie. Daarbij luidt de titel ook wel Dolphin of Dolphins.
The Dolphins is niet het bekendste nummer van Fred Neil. Harry Nilsson had een wereldwijde hit met Neils Everybody's talkin'.

## NPO Radio 2 Top 2000
The dolphins stond alleen in 2000 in de NPO Radio 2 Top 2000, op plek 1916.